# Gao (Burkina Faso)
Gao è un dipartimento del Burkina Faso classificato come comune, situato nella provincia  di Ziro, facente parte della Regione del Centro-Ovest.
Il dipartimento si compone del capoluogo e di altri 8 villaggi: Dao, Lérou, Mao-Nessira, Pani, Passin, Tékrou, Yinga e Zoro.